# Mario Giovanni Barbieri
Mario Giovanni Barbieri (Ferrara, 27 marzo 1900 – ...) è stato un magistrato e politico italiano.